# Mikrohistoria
Mikrohistoria är en historievetenskaplig genre som tar avstamp i det individuella människoödet eller den lokala miljön, men som är intressant även utanför den lokala kretsen. Begreppet myntades inom historieforskningen på 1970-talet efter framgången för historikern Carlo Ginzburgs bok Osten och maskarna och Emmanuel Le Roy Ladurie. Internationellt kända mikrohistoriker är även amerikanerna Natalie Zemon Davis och Steven Ozment.

## Mikrohistoria i Sverige
Det dröjde innan mikrohistoriska studier började skrivas av svenska historiker. Först under 1990-talet började mikrohistoriskt inriktad forskning att publiceras. Några exempel är Britt Liljewalls avhandling Bondevardag och samhällsförändring (1994) och Leda vid livet av Birgitta Odén (1998). På senare år har även Peter Englund hämtat inspiration från genren i sin bok Stridens skönhet och sorg (2008).
Under 2010-talet ökade intresset för mikrohistoria bland svenska historiker, bland annat genom ett antal sessioner under Svenska historikermötet 2014 och ett temanummer av Historisk tidskrift 2017.